# Мейдстоун
Мейдстоун (на английски: Maidstone) е град в Югоизточна Англия, административен център на графство Кент. Намира се на 50 km югоизточно от центъра на Лондон. Населението му е около 139 000 души (2001).
Разположен е в географската област Уийлдън Грийнсанд.

## Известни личности
В Мейдстоун умира актьорът Греъм Чапман (1941-1989).